# Assaba
Assaba (arabiska: ولاية العصابة) är en region (wilaya) i södra Mauretanien. Huvudort är Kiffa. Den gränsar till Mali i söder samt till de mauretanska regionerna Brakna och Tagant i norr, Hodh El Gharbi i öst och Gorgol och Guidimaka i väst. Regionen hade 451 804 invånare vid folkräkningen år 2023.
Assaba är indelat i fem departement (moughataa).
| Departement (moughataa) | Folkmängd (2023) | Kommuner |
| ----------------------- | ---------------- | --- |
| Barkewol                | 109 237          | - Barkewol (12 091 invånare) - Gulleir (7 633 invånare) - Lebheir (9 165 invånare) - Laeweissi (20 703 invånare) - Daghveg (12 978 invånare) - Elghabra (21 562 invånare) - Rdheidhie (12 248 invånare) - Boulahrath (12 857 invånare) |
| Boumdeid                | 10 747           | - Boumdeid (5 317 invånare) - Hsey Tin (2 241 invånare) - Levtah (3 189 invånare) |
| Guerou                  | 67 964           | - Guerou (40 315 invånare) - Oudey Jrid (3 653 invånare) - Elghaira (13 279 invånare) - Kamour (10 717 invånare) |
| Kankoussa               | 117 392          | - Kankoussa (23 435 invånare) - Sani (11 714 invånare) - Blajmil (24 030 invånare) - Tenaha (21 765 invånare) - Hamed (36 448 invånare)                                                                                                |
| Kiffa                   | 146 464          | - Kiffa (84 101 invånare) - Nwamlein (6 127 invånare) - Aghorat (26 540 invånare) - Elmelga (12 265 invånare) - Kouroudjel (4 079 invånare) - Lagrane (13 352 invånare)                                                                |